# Эскала
Эскала́ (фр. Escala, окс. Escalar) — коммуна во Франции, находится в регионе Юг — Пиренеи. Департамент — Верхние Пиренеи. Входит в состав кантона Барт-де-Нест. Округ коммуны — Баньер-де-Бигор.
Код INSEE коммуны — 65159.

## География
Коммуна расположена приблизительно в 660 км к югу от Парижа, в 105 км юго-западнее Тулузы, в 32 км к юго-востоку от Тарба.
На юге коммуны протекает река Нест, а на севере проходит канал Нест.

## Климат
Климат умеренно-океанический с солнечной тёплой погодой и обильными осадками на протяжении практически всего года.

## Население
Население коммуны на 2010 год составляло 402 человека.
| 1962 | 1968 | 1975 | 1982 | 1990 | 1999 | 2010 |
| ---- | ---- | ---- | ---- | ---- | ---- | ---- |
| 203  | 264  | 285  | 388  | 388  | 334  | 402  |

## Администрация
| Период | Период | Фамилия       | Партия            | Примечания                |
| ------ | ------ | ------------- | ----------------- | ------------------------- |
| 2001   | 2020   | Катрин Корреж | Центристский союз | член регионального совета |

## Экономика
В 2010 году среди 238 человек трудоспособного возраста (15-64 лет) 165 были экономически активными, 73 — неактивными (показатель активности — 69,3 %, в 1999 году было 65,8 %). Из 165 активных жителей работали 153 человека (75 мужчин и 78 женщин), безработных было 12 (8 мужчин и 4 женщины). Среди 73 неактивных 21 человек были учениками или студентами, 37 — пенсионерами, 15 были неактивными по другим причинам.